# Сэквилл, Джордж, 4-й герцог Дорсет
Джордж Джон Фредерик Сэквилл, 4-й герцог Дорсет (англ. George John Frederick Sackville, 4th Duke of Dorset; 15 ноября 1793 — 14 февраля 1815) — британский аристократ, носивший с рождения до 1799 года титул учтивости — граф Миддлсекс.
Титулы с 1799 года: 4-й герцог Дорсет (с 19 июля 1799 года), 10-й граф Дорсет (с 19 июля 1799), 5-й граф Миддлсекс (с 19 июля 1799), 10-й барон Бакхерст, графство Сассекс (с 19 июля 1799), 5-й барон Крэнфилд из Крэнфилда, Бедфордшир (с 19 июля 1799 года).

## Ранняя жизнь
Родился 15 ноября 1793 года. Единственный сын Джона Сэквилла, 3-го герцога Дорсета (1745-1799), и его жены Арабеллы Коуп (1767—1825), дочери сэра Чарльза Коупа, 2-го баронета (1743—1781). После смерти отца его мать вышла замуж за Чарльза Уитворта, 1-го графа Уитворта (1752—1825).
Получил образование в школе Харроу и Крайст-Черч в Оксфорде, получив степень магистра 30 июня 1813 года
Сэквилл был назначен верховным стюардом Стратфорд-апон-Эйвоне. 27 апреля 1813 года был назначен капитаном полка местной «милиции» (территориального ополчения) Севенокса и Бромли. 26 июля того же года он был произведен в подполковники и стал командиром полка.
Лорд Дорсет умер в феврале 1815 года в результате падения с лошади во время охоты в Киллини-Холле в графстве Дублин. На момент своей смерти он только что обручился с леди Элизабет Тинн (1795—1866), старшей дочерью Томаса Тинна, 2-го маркиза Бата. В октябре 1816 года она вышла замуж за лорда Кодора (1790—1860) и родила в этом браке семь детей.
Поскольку на момент гибели герцог Дорсет был холост и бездетен, его титул герцога унаследовал двоюродный брат — Чарльз Сэквилл-Жермен. Поместье лорда Дорсета Ноул-хаус досталось его родной сестре Элизабет Сэквилл-Уэст, графине Де Ла Варр.